# Opistophthalmus coetzeei
Espèce
Opistophthalmus coetzeei est une espèce de scorpions de la famille des Scorpionidae.

## Distribution
Cette espèce est endémique de Namibie. Elle se rencontre dans les régions d'Erongo, de Hardap et de Khomas.

## Étymologie
Cette espèce est nommée en l'honneur de Cornelius Gerhardus Coetzee (1931-2012).

## Publication originale
- Lamoral, 1979  : The scorpions of Namibia (Arachnida: Scorpionida). Annals of the Natal Museum, vol. 23, no 2, p. 497–784.